# Chwarstnica (stacja kolejowa)
Chwarstnica – zamknięta i zlikwidowana stacja kolejowa w Chwarstnicy, w powiecie gryfińskim, w województwie zachodniopomorskim, w Polsce. Do 1945 r. stacja nazywała się Klein Schönfeld, od 1945 r. do 1947 r. – Ustronie, a potem do zamknięcia – Chwarstnica. Po II wojnie światowej stacja została otwarta w 1947. Stacja posiadała budynek z 1895 r. z magazynem, poczekalnią i częścią mieszkalną. Obecnie budynek pełni funkcje mieszkalne.